# Havas 360
Pour les articles homonymes, voir Havas (homonymie).
Havas 360 (précédemment Euro RSCG 360) était une agence de publicité française qui fait partie du groupe Havas, elle était issue de la fusion d'Euro RSCG compagnie et des activités de marketing relationnel et opérationnel d'Euro RSCG 4D. 
C'était la sixième agence de communication et de création intégrée en France.

## Historique
Euro RSCG 360 est née en 2007 de la fusion d'Euro RSCG compagnie et des activités de marketing relationnel et opérationnel d'Euro RSCG 4D. 
Havas 360, fortement déficitaire à partir de 2014, fusionne à son tour en 2016 avec Euro RSCG C&0 pour former l’entité Havas Paris.
La société est dissoute le 14 décembre 2015 et radiée le 8 août 2016.

### Identité visuelle (logo)

Logo d'Euro RSCG 360 à partir de 2007.
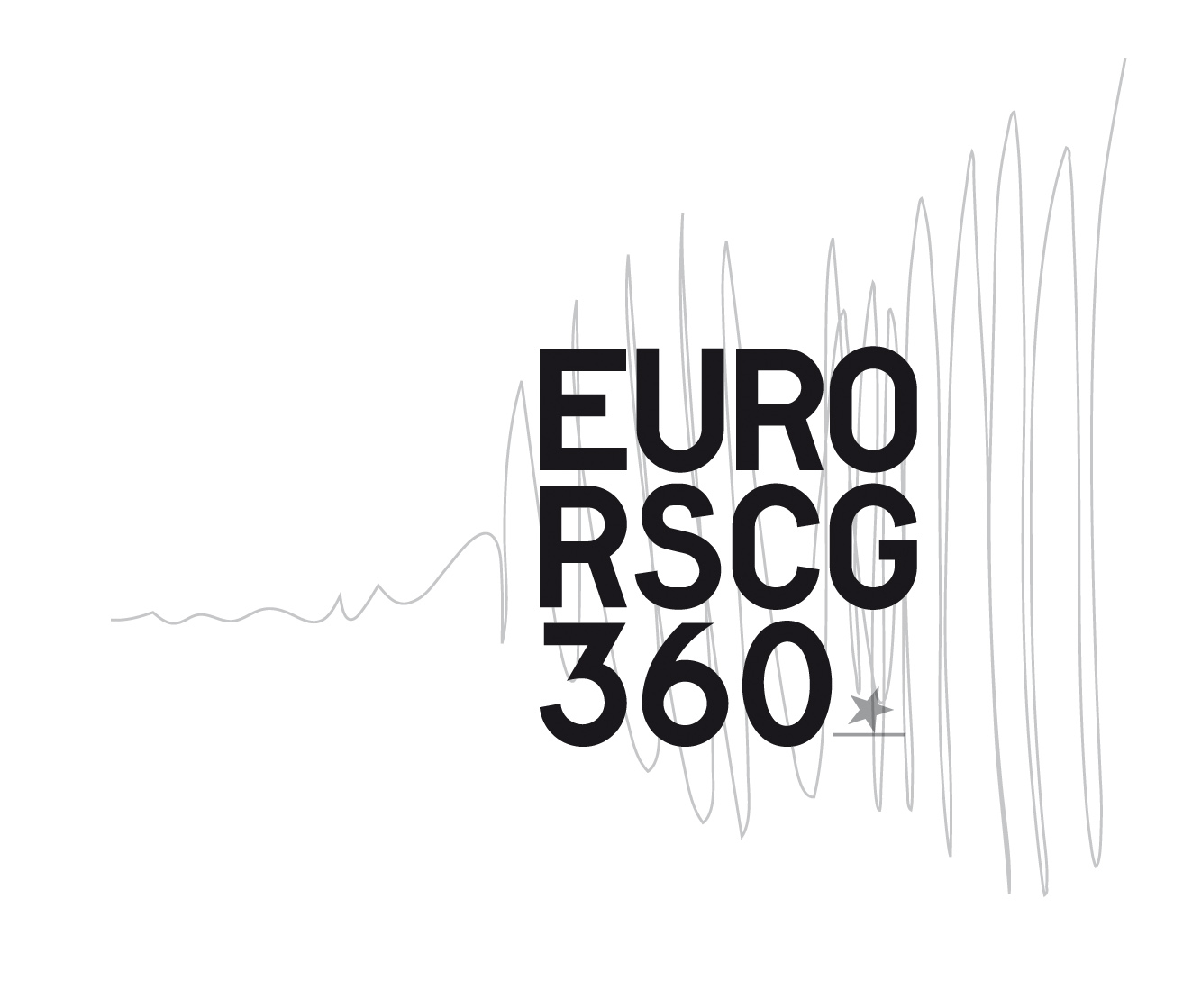
Logo d'Euro RSCG 360 jusqu'en septembre 2012.
Logo d'Havas 360 depuis le 24 septembre 2012.